# Bulciago

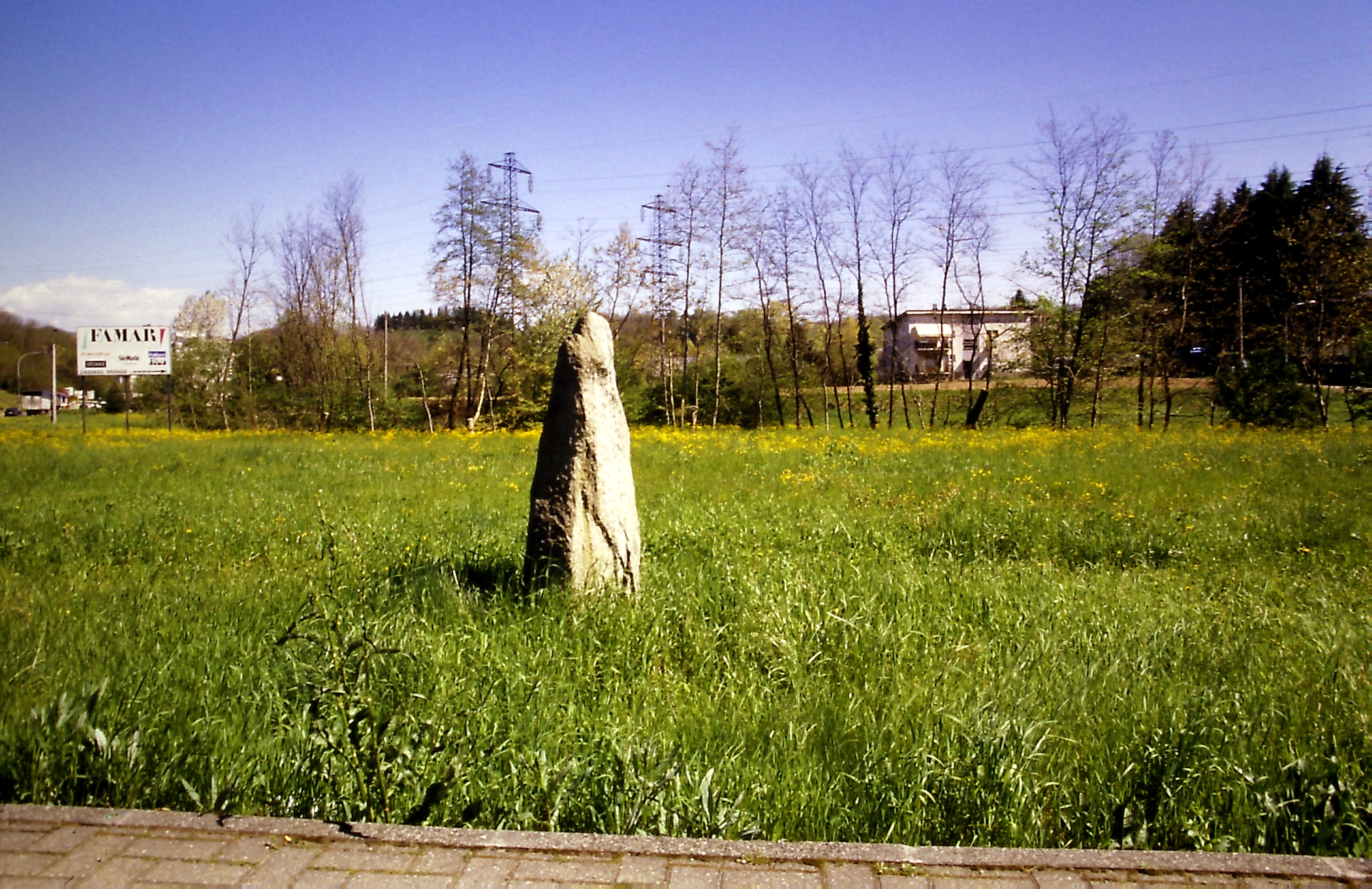
Menhir im Feld

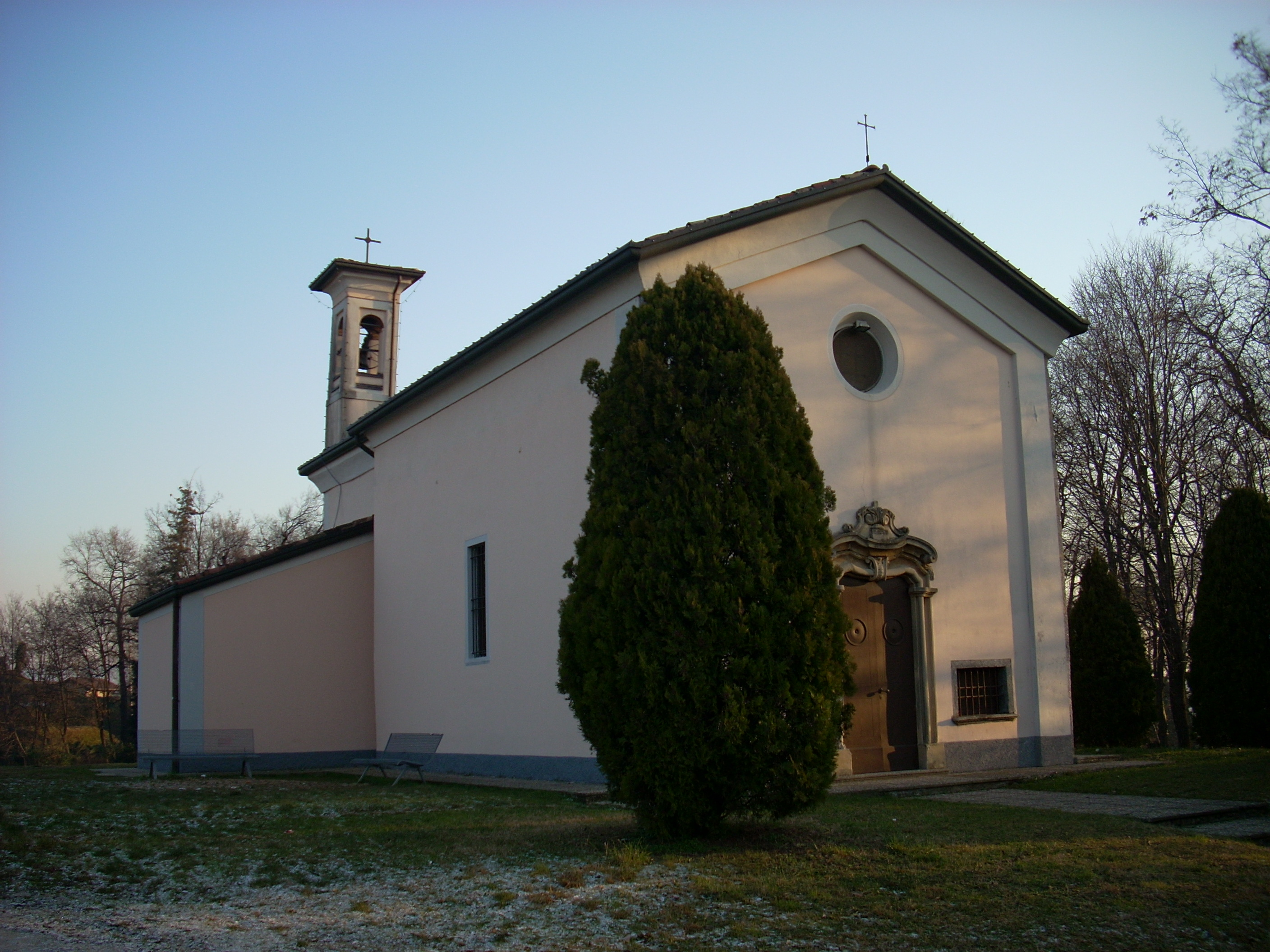
Oratorium Santi Cosma e Damiano

Bulciago ist eine Gemeinde mit 2910 Einwohnern (Stand 31. Dezember 2023) in der italienischen Provinz Lecco, Region Lombardei.

## Geographie
Die Gemeinde umfasst die Fraktionen: Bulciaghetto, Campolasco, Portanea, Berio, Belvedere, Paradiso und Purgatorio. Im Jahr 1971 hatte die Gemeinde Bulciago eine Fläche von 312 Hektar.
Die Nachbargemeinden sind Barzago, Cassago Brianza, Costa Masnaga, Cremella, Garbagnate Monastero und Nibionno.

## Geschichte
Der Ortsname wird (in der Form Blauciaco) im Jahr 920 erwähnt. Bulciago war ein königlicher Hof und gehörte wie Cremella und Calpuno zur Kirche San Giovanni Battista in Monza (Dom von Monza), die am 10. Juli 1000 von Otto III. (HRR) unter seinen Schutz genommen wurde. Zum Hof von Bulciago gehörten Bulciaghetto, Centemero, Cibrone, Musico, La Cassina und Masnaga. Im 13. Jahrhundert gab es in einigen ländlichen Ortschaften der Brianza, darunter Bulciago und Cremella, nicht mehr nur einfache homines, sondern universitates, Gemeinschaften von Gesellschaftern, die sich von den Feudalherren zu lösen suchten. Um diese Tendenz zu unterdrücken, erließ der Erzpriester von Monza im Jahr 1232, nachdem er den Eid der Einheimischen entgegengenommen hatte, Statuten: Die Ernennung von Konsuln und anderen Beamten musste durch den Erzpriester oder einen seiner Gesandten erfolgen und nicht durch die Einheimischen.
Die Gemeinde und die consules von Biolzagum (Bulciago) werden 1276 erneut erwähnt (Akten der Gemeinde von Mailand, 13. Jahrhundert).
In den Statuten für die Straßen und Gewässer des Herzogtums Mailand wurde er in der Gemeinde Missaglia als el locho da Biolzago aufgeführt. In den Schätzungen des Herzogtums Mailand von 1558 und den nachfolgenden Aktualisierungen bis zum 17. Jahrhundert wurde Bulciago unter den Gemeinden der Pieve Missaglia. In einem Prospekt aus dem Jahr 1572, in dem alle Ländereien des Herzogtums Mailand und andere, die für den Verkauf freigegeben waren, aufgeführt waren, war auch Cassina Bulciago mit Bulciaghetto enthalten.
In der endgültigen Struktur der Cisalpinischen Republik, die im Mai 1801 festgelegt wurde (Gesetz 23 fiorile anno IX), war Bulciago eine der Gemeinden, die den Bezirk IV von Lecco im Departement Lario bildeten. Im neuen Plan der provisorischen Bezirkseinteilung des Departements Lario, in Ausführung des Dekrets vom 14. November 1802, wurde die Gemeinde Bulciago in den Teil des X. Bezirks ex Milanese mit der Hauptstadt Missaglia verlegt. Mit der Organisation des Departements Lario im Königreich Italien (1805–1814) (Dekret vom 8. Juni 1805 a) wurde die Gemeinde Bulciago dem Kanton VII Missaglia des Bezirks IV von Lecco zugeordnet: eine Gemeinde der Klasse III mit 551 Einwohnern.
Nach der vorübergehenden Vereinigung der lombardischen Provinzen mit dem Königreich Sardinien wurde die Gemeinde Bulciago mit 809 Einwohnern, die von einem fünfzehnköpfigen Gemeinderat und einem zweiköpfigen Stadtrat verwaltet wurde, gemäß der durch das Gesetz vom 23. Oktober 1859 festgelegten Gebietsaufteilung in den Bezirk IV von Missaglia, Bezirk III von Lecco, Provinz Como eingegliedert. Bei der Gründung des Königreichs Italien im Jahr 1861 hatte die Gemeinde 855 Einwohner (Volkszählung 1861). Nach dem Gemeindegesetz von 1865 wurde die Gemeinde von einem Bürgermeister, einer Junta und einem Rat verwaltet. Im Jahr 1867 wurde die Gemeinde in denselben Bezirk, Kreis und dieselbe Provinz eingegliedert (Verwaltungsbezirk 1867).
Im Jahr 1924 wurde die Gemeinde in den Bezirk Como der Provinz Como eingegliedert. Nach der Gemeindereform von 1926 wurde die Gemeinde von einem Podestà verwaltet. Im Jahr 1971 hatte die Gemeinde Bulciago eine Fläche von 310 Hektar.

## Sehenswürdigkeiten
- Pfarrkirche San Giovanni Evangelista[2]
- Oratorium Santi Cosma e Damiano[3]
- Oratorium San Francesco[4]
- Oratorium Santo Stefano[5]
- Menhir